# Chúa Giê-xu hiển dung

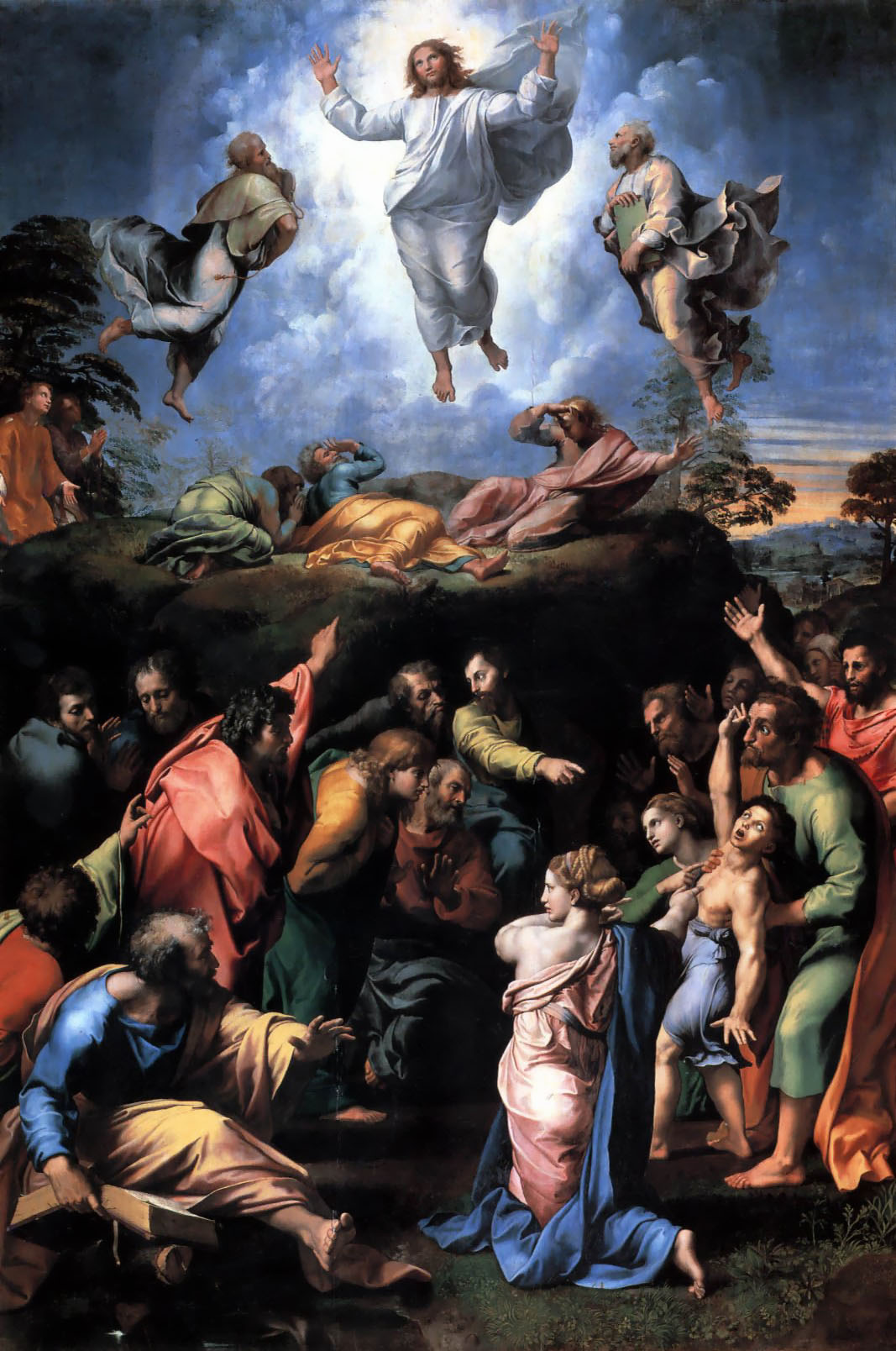
Bức tranh Hoá hình do hoạ sĩ Ý Raphael vẽ vào năm 1520.

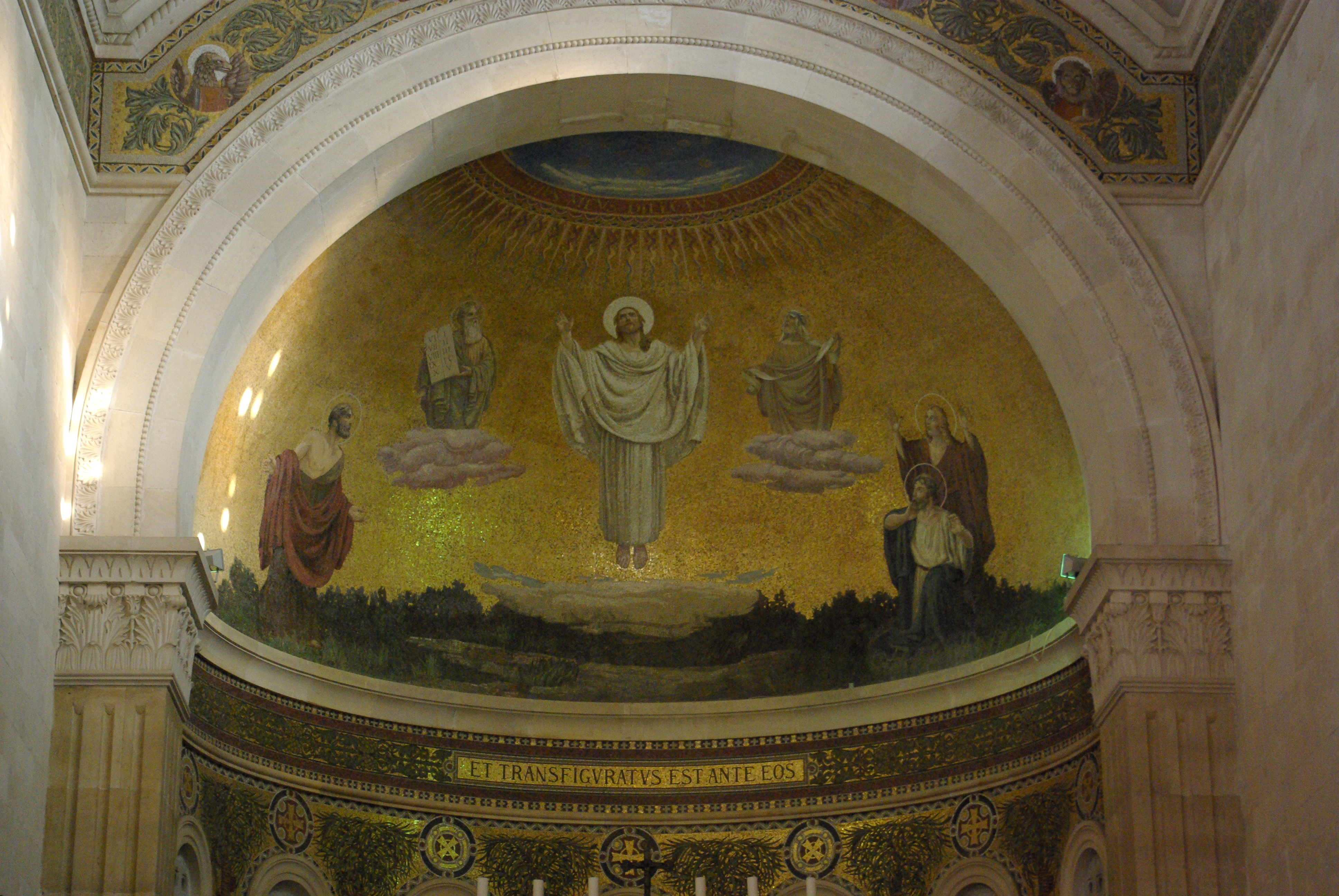
Tranh khảm Hiển dung, ở Giáo đường Chúa Giê-xu hiển dung, núi Tabor, Israel.

Chúa Giê-xu hóa hình, Chúa Giê-xu đăng sơn hiển vinh, Chúa Giê-xu vinh hiển(Tin Lành) (chữ Anh: Transfiguration of Jesus, chữ Hebrew: ההִישתָנוּת, chữ Hi Lạp: Μεταμόρφωση του Σωτήρος), hoặc gọi Chúa Giê-su biến hình trên núi, Chúa Giê-su hiển dung(Công giáo La Mã), là sự kiện được Thánh kinh Tân Ước ghi chép liên quan đến Chúa Giê-xu biến đổi dung mạo đồng thời phát sáng tại núi Tabor. Sách Phúc âm Cộng quan (Tin lành Ma-thi-ơ 17:1–9, Tin lành Mác 9:2–8 và Tin lành Lu-ca 9:28–36) đều có ghi chép sự kiện này, sách II Phi-e-rơ chương 1 câu 16 đến 18 cũng tham chiếu sự kiện này.
Trong những tư liệu ghi chép này, Chúa Giê-xu và ba môn đồ của Ngài đi lên núi Tabor. Ở trên núi, Chúa Giê-xu bắt đầu phát ra tia sáng rực rỡ, hiển thị ra dung mạo của Đức Chúa Trời. Sau đó, tiên tri Moses và Elijah xuất hiện ở hai bên Ngài, Chúa Giê-xu đàm thoại với họ. Tiếp sau, Chúa Giê-xu được một âm thanh đến từ trời kêu hô là "Con yêu dấu của Ta", điều này được coi là sự khẳng định của Thượng đế về công tác của Chúa Giê-xu.
Căn cứ "Tin lành Ma-thi-ơ" chương 17 ghi chép, "1Khỏi sáu ngày, Đức Chúa Giê-xu đem Phi-e-rơ, Gia-cơ, và Giăng là em Gia-cơ, cùng Ngài đi tẽ lên núi cao. 2Ngài biến hóa trước mặt các người ấy, mặt Ngài sáng lòa như mặt trời, áo Ngài trắng như ánh sáng. 3Nầy, có Môi-se và Ê-li hiện đến, nói chuyện cùng Ngài. 4Phi-e-rơ bèn cất tiếng thưa cùng Đức Chúa Giê-xu rằng: Lạy Chúa, chúng ta ở lại đây thì tốt lắm; ví bằng đẹp ý Chúa, thì tôi sẽ đóng ba trại tại đây, một cái cho Chúa, một cái cho Môi-se và một cái cho Ê-li. 5Đang khi người còn nói, bỗng chúc có một đám mây sáng rực che phủ những người ở đó; và có tiếng từ trong mây phán rằng: Nầy là Con yêu dấu của ta, đẹp lòng ta mọi đường; hãy nghe lời Con đó!". Cơ Đốc nhân đem sự kiện này coi là tư liệu ghi chép trọng yếu về việc Chúa Giê-xu là Con của Thượng đế Đức Chúa Trời, không giống với người phàm tục và Ngài có sẵn thần tính.

## Lễ Chúa Giê-xu hiển dung

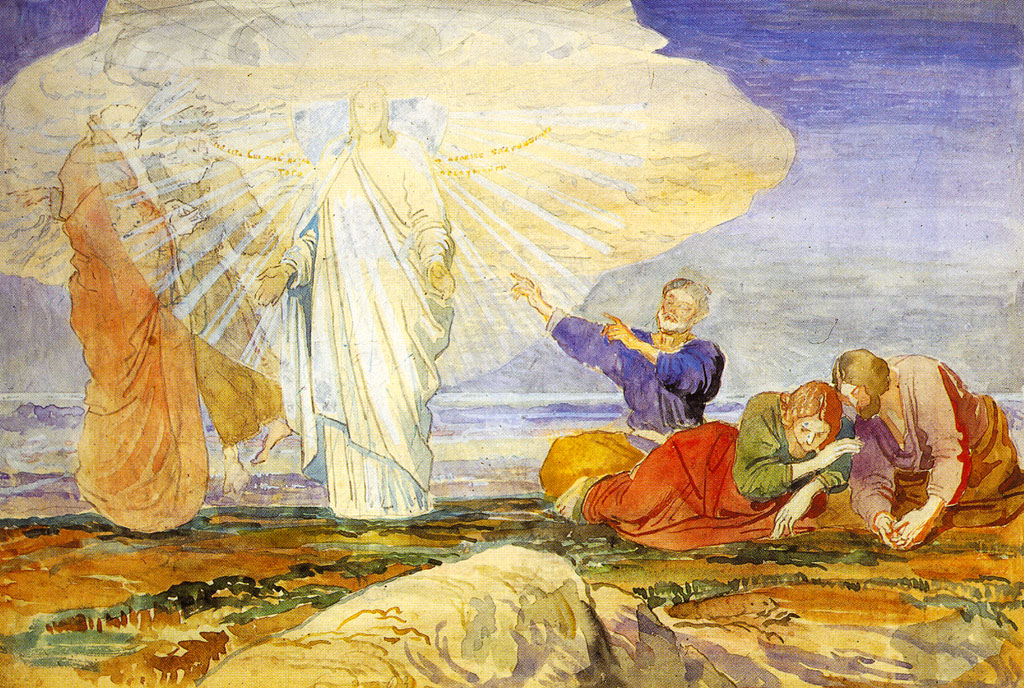
Bức tranh Hiển dung do hoạ sĩ Nga Alexander Andreyevich Ivanov vẽ vào năm 1824.

Lễ Chúa Giê-xu hiển dung là một trong những ngày lễ trọng yếu của Công giáo La Mã, Đông Chính giáo và một bộ phận Giáo hội Đông phương. Giáo hội Công giáo La Mã tiến hành chúc mừng vào ngày 06 tháng 08 theo lịch Gregory, Đông Chính giáo cử hành theo lịch Julius thì tiến hành chúc mừng vào ngày 06 tháng 08 theo lịch Julius (khoảng thời gian từ tháng 02 năm 1900 đến tháng 02 năm 2100 tương đương với ngày 19 tháng 08 theo lịch Gregory), Đông Chính giáo cử hành theo lịch Julius Cải cách thì tiến hành chúc mừng vào ngày 06 tháng 08 theo lịch Julius Cải cách (từ nay đến trước ngày 28 tháng 02 năm 2800 trùng khớp với lịch Gregory), Giáo hội Sứ đồ Armenia tiến hành chúc mừng vào Chúa nhật thứ bảy sau lễ Ngũ Tuần.
Tình tiết "Chúa Giê-xu hiển dung" đều được ghi chép, trình bày trong ba bộ sách Phúc âm, xem chi tiết "Tin mừng Mát-thêu" 17:1-6, "Tin mừng Mác-cô" 9:1-8 và "Tin mừng Lu-ca" 9:28-36. Trong số đó đề cập rằng, "1 Sáu ngày sau, Đức Giê-su đem các ông Phê-rô, Gia-cô-bê và Gio-an là em ông Gia-cô-bê đi theo mình. Người đưa các ông đi riêng ra một chỗ, tới một ngọn núi cao. 2 Rồi Người biến đổi hình dạng trước mặt các ông. Dung nhan Người chói lọi như mặt trời, và y phục Người trở nên trắng tinh như ánh sáng. 3 Và bỗng các ông thấy ông Mô-sê và ông Ê-li-a hiện ra đàm đạo với Người.".
Lễ Chúa Giê-xu hiển dung do Gregory nhà Khai Sáng (en), người Armenia, sáng lập vào thế kỉ IV, ban đầu chỉ lưu hành ở Đông Giáo hội; ở Tây Giáo hội, mãi đến năm 1457, giáo hoàng Callixtus III mới đem ngày lễ này lập thành ngày lễ toàn giáo hội, để kỉ niệm quân đội Hungary chiến thắng quân Thổ Nhĩ Kì ở sát gần Belgrade vào ngày 22 tháng 7 năm 1456 trong Chiến dịch vây thành Belgrade (en). Tin tức chiến thắng truyền đến La Mã vào ngày 6 tháng 8 năm 1456. Vào ngày lễ Chúa Giê-xu hiển dung, các linh mục, giáo sĩ có chức Thánh mặc phẩm phục màu trắng.